# ورزشگاه دینامو
ورزشگاه دینامو یک ورزشگاه چند منظوره در بیشکک، قرقیزستان است. در حال حاضر بیشتر برای مسابقات فوتبال استفاده می‌شود و به عنوان ورزشگاه خانگی تیم فوتبال آلگا بیشکک در لیگ قرقیزستان فعالیت می‌کند. این ورزشگاه گنجایش ۱۰٬۰۰۰ نفر را دارد.